# Парнас Яків Оскарович
Яків Оскарович Па́рнас (16 січня 1884, Мокряни, Дрогобич, Львівщина — 1949, Москва, РФ) — біохімік. Дійсний член Академії Наук СРСР.
Досліджував питання тканинного обміну вуглеводів та ферментативних процесів, що лежать в основі м'язового скорочення.

## Біографія
Навчався в Шарлоттенбурзі(1904), Страсбурзі (1905), Цюриху (1906—1907).
Докторський ступінь здобув у Мюнхені (1907).
Викладав з 1907 р. у Страсбурзькому університеті.
1910—1911 був співробітником зоологічної комісії в Неаполі, біохімічної лабораторії в Кембриджі (1914).
1916—1919 у Варшавському та 1920—1941 у Львівському університетах (керівник Інституту медичної хімії), працював в Уфі в Інституті біохімії АН СРСР.
Був репресований у СРСР внаслідок справи Єврейського антифашистського комітету у процесі Боротьби з космополітами. Був заарештованим в 1949 році; помер «від інфаркту» під час допиту в НКВС.